# Hamadryas arete
Hamadryas arete là một loài cracker butterfly thuộc họ Nymphalidae. Nó được tìm thấy ở Bolivia, Brasil và Paraguay.